# 박준혁 (1975년)
박준혁(본명: 박형재, 1975년 11월 9일 ~ )은 대한민국의 배우이다.

## 학력
- 중앙대학교 연극학 학사.

## 경력
- 1995년 : SBS 5기 공채 탤런트

## 연기 활동

### 드라마
| 연도 | 방송사   | 제목                                                 | 배역                    |
| ---- | -------- | ---------------------------------------------------- | ----------------------- |
| 2001 | SBS      | 여인천하                                             | 김희                    |
| 2001 | KBS2     | 꽃밭에서                                             | 정은재                  |
| 2002 | KBS      | 드라마시티 - 천국 보다 기쁜                          |                         |
| 2003 | MBC      | 옥탑방 고양이                                        |                         |
| 2004 | KBS2     | 낭랑 18세                                            | 서종찬                  |
| 2004 | MBC      | 왕꽃 선녀님                                          | 박형우                  |
| 2005 | KBS2     | 성장드라마 반올림 2기                                | 여석두                  |
| 2005 | KBS2     | 열여덟 스물아홉                                      | 정시우                  |
| 2005 | KBS1     | 고향역                                               | 송준호                  |
| 2006 | SBS      | 맨발의 사랑                                          | 박주완                  |
| 2006 | 평화방송 | 성 김대건                                            | 성 김대건 안드레아 신부 |
| 2006 | SBS      | 연개소문                                             | 당 고종                 |
| 2006 | MBC      | MBC 베스트극장 - 수수꽃다리                          | 정성준                  |
| 2008 | 드라맥스 | 상하이 브라더스                                      | 박창원                  |
| 2008 | KBS2     | 전설의 고향 - 아가야 청산가자                        | 한진사                  |
| 2009 | KNN      | 그녀의 스타일                                        | 황재원                  |
| 2009 | KBS2     | 전설의 고향 - 씨받이                                 | 호승                    |
| 2009 | KBS2     | 아가씨를 부탁해                                      | 이태진                  |
| 2010 | MBC      | 황금물고기                                           |                         |
| 2011 | KBS2     | 강력반                                               | 강성철                  |
| 2011 | KBS2     | KBS 드라마 스페셜 - 가족의 비밀                      |                         |
| 2012 | 채널A    | 해피앤드 101가지 부부이야기 - 내 어머니, 당신 어머니 | 영호                    |
| 2012 | 채널A    | 해피앤드 101가지 부부이야기 - 못 말리는 이혼전쟁     | 기철                    |
| 2012 | SBS      | 대풍수                                               | 정몽주                  |
| 2013 | MBC      | 잘났어, 정말!                                        | 배기철                  |
| 2014 | KBS2     | KBS 드라마 스페셜 - 들었다 놨다                      | 최우현                  |
| 2014 | MBC      | 폭풍의 여자                                          | 장무영                  |
| 2017 | KBS1     | 한국사기                                             | 신라 태종무열왕 김춘추  |
| 2017 | KBS2     | 이름 없는 여자                                       | 올리버 장               |
| 2018 | SBS      | 나도 엄마야                                          | 신현준                  |
| 2019 | TV조선   | 조선생존기                                           | 박수량                  |

### 영화
- 1998년 《얼룩진 산하》
- 2003년 《거울 속으로》
- 2007년 《우리 생애 최고의 순간》
- 2008년 《GP506》
- 2013년 《불》

### 연극
- 2007년 《호호》
- 2012년 《러브》 ... 밀트 역
- 2012년 《모리와 함께한 화요일》 ... 밋치 역
- 2012년 《돌아서서 떠나라》 ... 공상두 역

### 뮤지컬
- 2014년 《사랑해도 될까요?》 ... 태연 역

### 방송
- 2012년 SBS 《자기야 - 백년손님》 153회
- 2013년 채널A 《웰컴 투 시월드》 26회
- 2013년 채널A 《부부극장 콩깍지》
- 2017년 MBC 《기분 좋은 날》 2575회